# Christian Heinrich Friedrich Peters
| Odkryte planetoidy: 48 | Odkryte planetoidy: 48 |
| ---------------------- | ---------------------- |
| (72) Feronia           | 29 maja 1861           |
| (75) Eurydike          | 22 września 1862       |
| (77) Frigga            | 12 listopada 1862      |
| (85) Io                | 19 września 1865       |
| (88) Thisbe            | 15 czerwca 1866        |
| (92) Undina            | 7 lipca 1867           |
| (98) Ianthe            | 18 kwietnia 1868       |
| (102) Miriam           | 22 sierpnia 1868       |
| (109) Felicitas        | 9 października 1869    |
| (111) Ate              | 14 sierpnia 1870       |
| (112) Iphigenia        | 19 września 1870       |
| (114) Kassandra        | 23 lipca 1871          |
| (116) Sirona           | 8 września 1871        |
| (122) Gerda            | 31 lipca 1872          |
| (123) Brunhild         | 31 lipca 1872          |
| (124) Alkeste          | 23 sierpnia 1872       |
| (129) Antigone         | 5 lutego 1873          |
| (130) Elektra          | 17 lutego 1873         |
| (131) Vala             | 24 maja 1873           |
| (135) Hertha           | 18 lutego 1874         |
| (144) Vibilia          | 3 czerwca 1875         |
| (145) Adeona           | 3 czerwca 1875         |
| (160) Una              | 20 lutego 1876         |
| (165) Loreley          | 9 sierpnia 1876        |
| (166) Rhodope          | 15 sierpnia 1876       |
| (167) Urda             | 28 sierpnia 1876       |
| (176) Iduna            | 14 października 1877   |
| (185) Eunike           | 1 marca 1878           |
| (188) Menippe          | 18 czerwca 1878        |
| (189) Phthia           | 9 września 1878        |
| (190) Ismene           | 22 września 1878       |
| (191) Kolga            | 30 września 1878       |
| (194) Prokne           | 21 marca 1879          |
| (196) Philomela        | 14 maja 1879           |
| (199) Byblis           | 9 lipca 1879           |
| (200) Dynamene         | 27 lipca 1879          |
| (202) Chryseïs         | 11 września 1879       |
| (203) Pompeja          | 25 września 1879       |
| (206) Hersilia         | 13 października 1879   |
| (209) Dido             | 22 października 1879   |
| (213) Lilaea           | 16 lutego 1880         |
| (234) Barbara          | 12 sierpnia 1883       |
| (249) Ilse             | 16 sierpnia 1885       |
| (259) Aletheia         | 28 czerwca 1886        |
| (261) Prymno           | 31 października 1886   |
| (264) Libussa          | 22 grudnia 1886        |
| (270) Anahita          | 8 października 1887    |
| (287) Nephthys         | 25 sierpnia 1889       |

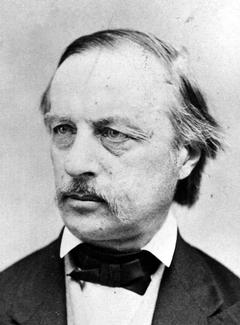
Christian Heinrich Friedrich Peters

Christian Heinrich Friedrich Peters (ur. 19 września 1813 w Koldenbüttel, zm. 18 lipca 1890 w Clinton) – amerykański astronom pochodzenia niemieckiego, jeden z pierwszych amerykańskich odkrywców planetoid, których łącznie odkrył 48. Odkrył 17 obiektów (galaktyki, gwiazdy i grupy gwiazd), które zostały skatalogowane przez Johna Dreyera w New General Catalogue. Był także współodkrywcą komety 80P/Peters-Hartley. Czasami mylony z niemieckim astronomem o bardzo podobnych nazwisku – Christianem Augustem Friedrichem Petersem.

## Życiorys
Urodził się w Szlezwiku-Holsztynie (wówczas będącym częścią Danii), studiował u Carla Gaussa, do Stanów Zjednoczonych wyemigrował w 1854.
W uznaniu jego zasług jedną z planetoid nazwano (100007) Peters.